# Stundys
Stundys ist ein litauischer männlicher Familienname.

## Weibliche Formen
- Stundytė (ledig)
- Stundienė (verheiratet)

## Personen
- Valentinas Stundys (* 1960), Politiker, Bürgermeister von Molėtai, Seimas-Mitglied